# Xã Au Sable, Quận Iosco, Michigan
Xã Au Sable (tiếng Anh: Au Sable Township) là một xã thuộc quận Iosco, tiểu bang Michigan, Hoa Kỳ. Năm 2010, dân số của xã này là 2.047 người.